# Сестра Анджеліка
«Сестра Анджéліка» (італ. «Suor Angelica») — опера на одну дію італійського композитора Джакомо Пуччіні, друга частина його «Триптиха». Уперше була представлена в Метрополітен-опері 14 грудня 1918 року. В СРСР прозвучала 1969 року в концертному виконанні.

## Дійові особи
- Сестра Анджеліка (сопрано)
- Княгиня (контральто)
- Настоятелька монастиря (мецосопрано)
- Абатиса (мецо-сопрано)
- Наставниця послушниць (мецосопрано)
- Сестра Дженов'єффа (сопрано)
- Сестра Осміна (сопрано)
- Сестра Дольчіна (сопрано)
- Сестра милосердя (сопрано)
- Черниці (сопрано), послушниця (мецосопрано), служки (сопрано).

## Сюжет
Дія відбувається в Італії наприкінці XVII століття.
Анджеліка — дівчина з вельможної родини, яку після народження позашлюбного сина поміщають у монастир. Через сім років її тітка, герцогиня, що приїхала в монастир, аби переконати Анджеліку відмовитися од спадщини, повідомляє черниці про смерть її дитини. Вражена звісткою, Анджеліка вживає отруту, і в передсмертному маренні їй здається, що Мадонна повернула їй сина.